# Влада Рослякова
Олена Володимирівна Рослякова (нар. 8 липня 1987 року, Омськ), більш відома як Влада Рослякова — російська топ-модель. 

## Життєпис
Навчалася в омській школі №63. Модельну кар'єру почала в Росії в юному віці, продовживши в Токіо і Нью-Йорку.
Коли вона почала займатися модельним бізнесом, в Парижі їй порадили поміняти ім'я на більш незвичайне, вона вибрала похідне від імені свого батька Володимира — Влада (всупереч загальноприйнятій думці зміна її імені не має нічого спільного з Оленою Росенковою, маловідомою російською моделлю).
Брала участь в показах відомих дизайнерів, рекламних кампаніях Calvin Klein, Gucci, Hermes, H&M, Lacoste, Nina Ricci, Max Mara, Miss Sixty, Burberry, Moschino і багатьох інших, а в 2007 році стала обличчям Dolce & Gabbana на сезон осінь-зима 2007/2008. Влада Рослякова працювала з фотографом Маріо Тестіно, Стівеном Кляйном, Террі Річардсоном.
Її фотографії були на обкладинках журналів Vogue, l'officiel, Marie Claire, Spur, W Jewelry, Harper's Bazaar.
У 2011 році стала обличчям австрійської компанії прикрас з кришталю — Сваровські.
Згідно з французьким Vogue, Рослякова входить в топ-30 найбільш затребуваних моделей світу першої декади другого міленіуму, поряд з Наталією Водяновою, Ганною Селезньовою, Наташею Полі, Сашею Півоваровою та іншими.
Влада Рослякова одружена, живе в Нью-Йорку.